# Zmago pri babici
Zmago pri babici je mladinska povest pisatelja Janeza Švajncerja. Izšla je leta 2004 v zbirki Črn bor, v njej pa je polno ilustracij, ki jih je ustvaril Zmago Švajncer. 
Glavni osebi sta babica Marija in njen vnuk Zmago, ki je še majhen, a zelo pameten in bujno spremlja dogajanje okoli sebe. Živi skupaj z mamo, ki je zelo ponosna nanj, njegov brat Dami pa živi pri babici in dedku. Dami in Zmago sta dobra prijatelja in zelo rada se skupaj vozita s kolesom in uganjata vragolije. Babica ima oba zelo rada in jo vedno, ko ju nima na očeh, zelo skrbi zanju. Zmago babico in dedka obišče vsaj enkrat tedensko. Oba sta prepričana, da bo Zmago nekoč postal umetnik, saj zelo rad riše in je pri tem zelo zbran in natančen.